# Zoe Caldwell
Zoe Ada Caldwell (Melbourne, 14 settembre 1933 – Pound Ridge, 16 febbraio 2020) è stata un'attrice e doppiatrice australiana.

## Biografia
Apprezzatissima interprete teatrale, vinse quattro Tony Award per il suo lavoro a Broadway: tre alla migliore attrice protagonista per Gli anni fulgenti di Miss Jean Brodie (1968), Medea (1982) e Master Class (1996) e uno alla migliore attrice non protagonista per Slapstick Tragedy nel 1966.
Nel 1968 sposò il produttore teatrale Robert Whitehead con cui rimase fino alla morte di lui, avvenuta nel 2002. Ebbero due figli, Charles e William.
Da tempo affetta dalla malattia di Parkinson, Zoe Caldwell è morta nella sua casa di Pound Ridge il 16 febbraio 2020, all'età di 86 anni. In suo onore, le luci dei teatri di Broadway sono state spente per un minuto, un omaggio riservato alle grandi star del teatro.

## Filmografia parziale

### Attrice

#### Cinema
- La rosa purpurea del Cairo (The Purple Rose of Cairo), regia di Woody Allen (1985)
- Just a Kiss, regia di Fisher Stevens (2002)
- Birth - Io sono Sean (Birth), regia di Jonathan Glazer (2004)
- Molto forte, incredibilmente vicino (Extremely Loud and Incredibly Close), regia di Stephen Daldry (2011)

### Televisione
- A Midsummer Night's Dream, regia di Peter Hall – film TV (1959)
- BBC Sunday-Night Play – serie TV, 1 episodio (1960)
- ITV Television Playhouse – serie TV, 1 episodio (1960)
- Suspense – serie TV, 1 episodio (1960)
- The Herries Chronicle – serie TV, 4 episodio (1960)
- Theatre 70 – serie TV, 1 episodio (1960)
- Macbeth, regia di Paul Almond – film TV (1961)
- Festival – serie TV, 5 episodi (1962-1963, 1965)
- Dear Liar, regia di David Gardner – film TV (1964)
- Playdate – serie TV, 1 episodio (1964)
- The Secret of Michelangelo, regia di Milton Fruchtman – film TV (1968)
- Great Performances – programma TV, 1 puntata (1971)
- Play of the Month – serie TV, 1 episodio (1978)
- Medea, regia di Mark Cullingham – film TV (1983)
- American Master – serie TV, 1 episodio (1986)
- Lantern Hill, regia di Kevin Sullivan – film TV (1989)
- La strada per Avonlea (Road to Avonlea) – serie TV, 1 episodio (1990)

### Doppiatrice
- Lilo & Stitch, regia di Chris Sanders e Dean DeBlois (2002)
- Disney's Stitch: Experiment 626 – videogioco (2002)
- Provaci ancora Stitch! (Stitch! The Movie), regia di Tony Craig e Bobs Gannaway (2003)
- Lilo & Stitch – serie TV, 1 episodio (2003)
- Stitch's Great Escape!, regia sconosciuta – cortometraggio (2004)
- Leroy & Stitch, regia di Tony Craig e Bobs Gannaway (2006)
- Kingdom Hearts Birth by Sleep – videogioco (2010)

## Teatro (parziale)

### Attrice
- Romeo e Giulietta, di William Shakespeare. Royal Shakespeare Theatre di Stratford (1958)
- La dodicesima notte, di William Shakespeare. Royal Shakespeare Theatre di Stratford (1958)
- Amleto, di William Shakespeare. Royal Shakespeare Theatre di Stratford (1958)
- Pericle, principe di Tiro, di William Shakespeare. Royal Shakespeare Theatre di Stratford (1958)
- Molto rumore per nulla, di William Shakespeare. Royal Shakespeare Theatre di Stratford (1958)
- Otello, di William Shakespeare. Royal Shakespeare Theatre di Stratford (1959)
- Tutto è bene quel che finisce bene, di William Shakespeare. Royal Shakespeare Theatre di Stratford (1959)
- Re Lear, di William Shakespeare. Royal Shakespeare Theatre di Stratford (1960)
- Sogno di una notte di mezza estate, di William Shakespeare. Royal Shakespeare Theatre di Stratford (1960)
- The Changeling, di Thomas Middleton. Royal Court Theatre di Londra (1961)
- Pene d'amor perdute, di William Shakespeare. Shakespeare Festival di Stratford (1961)
- I diavoli, di John Whiting. Broadway Theatre di Broadway (1965)
- Slapstick Tragedy, di Tennessee Williams. Longacre Theatre di Broadway (1965)
- Riccardo III, di William Shakespeare. Shakespeare Festival di Stratford (1967)
- Le allegre comari di Windsor, di William Shakespeare. Shakespeare Festival di Stratford (1967)
- Antonio e Cleopatra, di William Shakespeare. Shakespeare Festival di Stratford (1967)
- The Prime of Miss Jean Brodie, di Jay Presson Allen. Helen Hayes Theater di Broadway (1968)
- Colette, libretto di Elinor Jones, colonna sonora di Harvey Schmidt, testi di Tom Jones. Ellen Stewart Theatre di New York (1970)
- The Creation of the World and Other Business, di Arthur Miller. Shubert Theatre di Broadway (1972)
- Danza di morte, di August Strindberg. Vivian Beaumont Theatre di Broadway (1974)
- Lungo viaggio verso la notte, di Eugene O'Neill. Kennedy Center di New York (1975)
- An Almost Perfect Person, di Judith Ross. Belasco Theatre di Broadway (1978)
- Medea, di Euripide. Cort Theatre di Broadway (1982)
- Lillian, di William Luce. Ethel Barrymore Theatre di Broadway (1986)
- A Perfect Ganesh, di Terrence McNally. New York City Center Stage 1 dell'Off Broadway (1993)
- Master Class, di Terrence McNally. John Golden Theatre di Broadway (1995)
- A Little Night Music, libretto di Hugh Wheeler, colonna sonora di Stephen Sondheim. Ravinia Festival di Highland Park (2002)
- The Play What I Wrote, di Hamish McColl, Sean Foley, Eddie Braben. Lyceum Theatre di Broadway (2003)
- La visita della vecchia signora, di Friedrich Dürrenmatt. Melbourne Stage Company di Melbourne (2003)
- A Little Night Music, libretto di Hugh Wheeler, colonna sonora di Stephen Sondheim. Dorothy Chandler Pavilion di Los Angeles (2004)
- A Spanish Play, di Yasmina Reza. Classic Stage Company di New York (2007)
- Elective Affinities, di David Adjmi. Soho Rep Theatre di New York (2011)

### Regista
- These Men, di Mayo Simon. Harold Clurman Theater dell'Off Broadway (1980)
- Vita & Virginia, di Eileen Atkins. Union Square Theatre dell'Off Broaway (1994)

## Riconoscimenti
- Tony Award
  - 1966 – Migliore attrice non protagonista in un'opera teatrale per Slapstick Tragedy
  - 1968 – Migliore attrice protagonista in un'opera teatrale per The Prime of Miss Jean Brodie
  - 1982 – Migliore attrice protagonista in un'opera teatrale per Medea
  - 1996 – Migliore attrice protagonista in un'opera teatrale per Master Class
- Drama Desk Award
  - 1970 – Migliore interpretazione per Colette
  - 1982 – Migliore attrice in un'opera teatrale per Medea
  - 1996 – Migliore attrice in un'opera teatrale per Master Class
- Outer Critics Circle Award
  - 1996 – Migliore attrice in un'opera teatrale per Master Class
- Theatre World Award
  - 1960 – Miglior debuttante per Slapstick Tragedy

## Doppiatrici italiane
- Paola Tedesco in Lilo & Stitch, Provaci ancora Stitch!
- Marzia Ubaldi in Molto forte, incredibilmente vicino